# Garajonay
Nacionalni park Garajonay (španjolski: Parque Nacional de Garajonay) je nacionalni park koji se nalazi u središtu i sjeveru otoka La Gomera, arhipelaga Kanari, Španjolska. Nazvan je po formaciji stijena Garajonay koja je ujedno i najviša točka otoka (1.484 m), a park uključuje i malenu visoravan na 790-1.400 metara nadmorske visine. Planina je dobila ime po legendi Guančija o nesretnim ljubavnicima Gara i Jonayu, kanarskim Romeu i Juliji.
Većinu krajolika čine velike stijene vulkanskog podrijetla koje su oblikovane kasnijom erozijom. Neke, poput Fortalenza (španj., "šuma") su domoroci Guanči smatrali svetima. 
Park je najbolji primjer šume laurisilva, vlažnog suptropskog raslinja koje je u Tercijaru prekrivalo većinu Europe, a danas se osim na La Gomeri, može naći samo na otocima Madeira i Azorima. Zbog toga je Nacionalni park Garajonay 1986. godine upisan na UNESCO-ov popis mjesta svjetske baštine u Africi. Park ima mnogo pješačkih staza za posjetitelje.

## Bioraznolikost
Park prekriva laurisilva koju čini Azorski lovor (španjolski: Laurus azorica, portugalski: Louro) i Kanarska laurela (španjolski: Laurus canariensis), ali i druge vrste šuma. Najveći primjerci suptropskog bilja se nalaze u dolini koja se naziva "Dolina laurisliva". Na jugu je šuma većinom mješavina vrsta koje obitavaju na suhim plažama i goletima.
Mnoge životinjske vrste su također endemi, kao što su: Gomeranski gušter (Gallotia gomerana) i Gomeranski tvor (Chalcides viridanus), drvenasta žaba (Hyla meridionalis), i dvije vrste golubova - Laurelski golub (Columba junoniae) i Bolleov golub (Columba bollii).

## Galerija
- Stijena Garajonay
- Roque Agando
- Laurisilva u parku
- Svetište Guančija u dnu planine
- Drvene skulpture Gara i Jonaye po kojima je planina dobila ime
- Endemski Laurelski golub

## Vanjske poveznice
- Legenda o Gari i Jonayu (šp.)